# フィリップ・K・ディック
フィリップ・キンドレド・ディック（Philip Kindred Dick, 1928年12月16日 - 1982年3月2日）は、アメリカのSF作家。

## 概要
ディックの小説は社会学的・政治的・形而上学的テーマを探究し、独占企業や独裁的政府や変性意識状態がよく登場する。後期の作品では、形而上学と神学への個人的興味を反映したテーマに集中している。しばしば個人的体験を作品に取り入れ、薬物乱用や偏執病・統合失調症や神秘体験が『暗闇のスキャナー』や『ヴァリス』といった作品に反映されている。
1963年、歴史改変SF『高い城の男』でヒューゴー賞 長編小説部門を受賞。1975年、未知のパラレルワールドで目覚めた有名人を描いた『流れよ我が涙、と警官は言った』でジョン・W・キャンベル記念賞を受賞した。1978年、『暗闇のスキャナー』で英国SF協会賞を受賞。ディックは、それらの作品について、「私は、私が愛する人々を、現実の世界ではなく、私の心が紡いだ虚構の世界に置いて描きたい。なぜなら、現実世界は、私の基準を満たしていないからだ。私は、作品の中で、宇宙を疑いさえする。私は、それが本物かどうかを強く疑い、我々全てが本物かどうかを強く疑う」と述べている。ディックは、自らを "fictionalizing philosopher（小説化する哲学者）"と称していた。なお、philosopherは、哲学者以外に、冷静な人、賢人、思慮深い人などを指す言葉である。
ディックは、44編の長編と、約121編の短編小説を書いた。そして、そのほとんどがSF雑誌に掲載された。ディックは、作家になってからは、ほぼ常に貧乏だったが、彼のいくつもの作品が映画化された。生前の『ブレードランナー』、死後の『トータル・リコール』、『スキャナー・ダークリー』、『マイノリティ・リポート』である。『バルジョーでいこう!』のような一般映画も、ディック作品を原作として生まれている。
2005年、タイム誌が1923年以降の英米の小説ベスト100を掲載し、そこにはディックの『ユービック』も含まれていた。2007年、ディックは、SF作家として初めて The Library of America series に収録された。
ポーランドのSF作家スタニスワフ・レムはアメリカSFを全面批判したが、ディックだけは称賛し「ペテン師に囲まれた幻視者」と彼を評している。ただし、後の1976年に「アメリカSF批判」の件でレムがアメリカSF作家協会から追放された「レム事件」が起きた際、ディックは「ポーランドで自分の作品が騙されて出版された」として、彼を猛烈に非難した。

## 経歴

### 前半生
ディックの父は、アメリカ合衆国農務省の役人だった。
1928年、イリノイ州シカゴにて二卵性双生児の一子として生まれる。双子の妹ジェイン・シャーロット（Jane Charlotte）は40日後に死去した。その死は、彼の作品、人間関係、人生にまで影響を与え、多くの作品に「幻影の双子」のモチーフが登場する原因となった。
その後、一家はサンフランシスコ・ベイエリアに引っ越した。ディックが5歳のとき、父はネバダ州リノに転勤になったが、母はついて行くのを嫌がり、結果として両親が離婚することになった。親権は母親が得た。母はワシントンD.C.に職を得て、そこにディックと共に引っ越した。ワシントンD.C.では、小学4年生まで過ごした。作文の成績は "C" だったが、教師は「物語を作ることへの興味と才能がある」と意見を記している。1938年7月、母と共にカリフォルニアに戻り、この頃からSFに興味を持ち始めた。ディックは、後に1940年に初めてSF雑誌というもの（『Stirring Science Stories』という誌名だったという）を読んだと述べている。
バークレーの高校に入学した。アーシュラ・K・ル＝グウィンとは同じ高校の同学年（1947年卒）だったが、当時は互いを知らなかった。高校卒業後にカリフォルニア大学バークレー校に進学してドイツ語を専攻したが、ROTCに参加するのが嫌で中退した。バークレーでは、詩人のロバート・ダンカンや詩人で言語学者のジャック・スパイサーと親交を結び、スパイサーはディックに火星人語のアイデアを与えている。ディック本人の言によれば、彼は1947年にKSMOというラジオ局でクラシック音楽番組の司会を務めていたという。1948年から1952年まで、レコード店の店員として働いた。1955年、ディックとその2番目の妻であるクレオ・アポストロリデエスの前にFBIの捜査員が現れた。彼らは、クレオが社会主義者で左翼活動をしていたせいだと思い込んだ。2人はそのFBIエージェントに一時的に力を貸した。

### 作家
1950年代初期に執筆した処女作『市に虎声あらん』は、核実験やカルト宗教を題材にしたSFではない文学作品だったが、暴力描写などが原因で生前は出版社に拒否され、結局出版できたのは2007年であった。1951年に出版社に売れた最初の小説『ルーグ』も修正を指示され、雑誌に掲載できたのは1953年だった。この作品以降専業作家となり、商業誌に最初に作品が掲載されたのは1952年の「ウーブ身重く横たわる」である。1955年には長編『太陽クイズ（偶然世界）』が初めて売れた。1950年代はディックにとって最も貧しく苦しい時期で「図書館の本の延滞料すら払えなかった」という。SF短編を書いて糊口を凌いでいたが、出版できなかった処女作のような純文学を書くことを夢見ていた。この時期にジャンルに捕らわれないSF以外の長編をいくつか書いているが、注目を集めることはなく、1960年に「純文学の作家として成功するには20年から30年かかる」と書いている。しかし1963年1月、エージェントから売れなかった純文学作品を全て送り返され、純文学作家の夢が絶たれた。唯一生前に出版された純文学作品が『戦争が終り、世界の終りが始まった』である。
1963年、『高い城の男』でヒューゴー賞を受賞。SF界では天才として迎えられたが、エース・ブックスなどの原稿料の安いSF出版会社にしか相手にされなかったという面もある。その後も経済状態は好転しなかった。1980年に出版された短編集『ゴールデン・マン』でディックは「数年前病気になったとき、会ったこともなかったハインラインが何か出来ることはないかと助力を申し出てくれた。彼は電話で元気付けてくれ、どうしているかと気遣ってくれた。ありがたいことに電動タイプライターを買ってやろうと申し出てくれた。彼こそこの世界の数少ない真の紳士だ。彼が作品に書いていることには全く同意できないが、そんなことは問題ではない。あるときIRSに多額の課税をされてそれを払えずにいると、ハインラインがお金を貸してくれた。彼とその奥さんは私の恩人だ。彼らに感謝の印に本を捧げたこともある。ロバート・ハインラインは素晴らしい外見の男で、非常に印象的で軍人のような姿勢である。髪型に至るまで軍人としての背景が見て取れる。彼は私が頭のおかしいフリークだと知っていて、それでも私が困っていたときに助けてくれた。これこそが人間性というものだ。そういう人やものを私は愛している」と書いている。
1972年、ディックは原稿や資料をカリフォルニア州立大学フラトン校のSpecial Collections Libraryに寄贈し、それがPhilip K. Dick Science Fiction CollectionとしてPollak Libraryに収蔵されている。フラトン校でディックはSF作家の卵だったK・W・ジーター、ジェイムズ・P・ブレイロック、ティム・パワーズと親交している。ディック最後の長編は『ティモシー・アーチャーの転生』で、1982年、彼の死後に出版された。

### 神秘体験
1974年2月20日、ディックは親知らずを抜き、その際のチオペンタールの効果から回復しつつあった。追加の鎮痛剤の配達を受け取るためドアに応対に出ると、女性配達員は彼が "vesicle pisces" と呼ぶシンボルのペンダントを身につけていることに気づいた。この名称は彼が2つの関連するシンボルを混同していることに起因すると見られる。1つは2つの弧を描く線が交差して魚の形になっているイクトゥスで、初期キリスト教徒が秘密のシンボルとして用いたものである。もう1つは2つの円が交差した形のvesica piscisである。女性配達員が立ち去ると、ディックは奇妙な幻覚を体験し始めた。当初は鎮痛剤に起因するものと思われたが、何週間も幻覚が続いたためディックは鎮痛剤のせいだけではないと考えた。「私の心に超越的で理性的な精神が侵入するのを体験し、これまで正気でなかったのが突然正気になったかのように感じた」とディック自身がチャールズ・プラットに語っている。
1974年の2月から3月まで彼は一連の幻覚を体験し、これを "2-3-74"（1974年2月-3月の意）と名付けた。ディックによれば、最初はレーザービームと幾何学模様の幻覚が見え、時折イエス・キリストや古代ローマの幻影が見えたという。幻覚は長さと頻度が増していき、ディックは自分が「フィリップ・K・ディック」であると同時にローマ人に迫害された紀元1世紀のキリスト教徒「トーマス」でもあり、二重の人生を生きていると主張し始めた。ディックは自らの体験を宗教的に解釈しようとし始めた。彼はその「超越的な理性的精神」を "Zebra"、"God"、"VALIS" などと呼ぶようになる。彼はその体験をまず半自伝的小説『アルベマス』に書き、さらに『ヴァリス』、『聖なる侵入』、『ティモシー・アーチャーの転生』というヴァリス三部作を書いた。
あるときディックは預言者エリヤが乗り移ったと感じた。彼は『流れよ我が涙、と警官は言った』が自身が読んだことのない聖書の使徒行伝の物語を詳細化した改作だったと信じた。

### 結婚と子供
ディックは5回結婚し、2人の娘と1人の息子をもうけた。すべて離婚して解消されている。
- 1回目: 1948年5月、ジャネット・マーリンと結婚。6カ月後に離婚
- 2回目: 1950年6月、クレオ・アポストロリデエスと結婚。1959年に離婚
- 3回目: 1959年4月、アン・ウィリアムズ・ルビンシュタインと結婚。1965年10月に離婚
  - 娘: ローラ・アーチャー（1960年2月生）
- 4回目: 1966年6月、ナンシー・ハケットと結婚。1972年に離婚
  - 娘: イゾルデ・フレイア・ディック（英語版）（1967年3月生）
- 5回目: 1973年4月、レスリー・バスビーと結婚。1977年に離婚
  - 息子: クリストファー・ケネス（1973年7月生）

### 死
1982年2月17日、インタビューの仕事を終えた後に視界の不良を訴え、翌日脳梗塞で意識不明となっているところを発見された。搬送された病院で脳死と判定されてから、家族の判断で生命維持装置を外され、3月2日に亡くなった。53歳没。死後、父親が遺灰をコロラド州フォート・モーガンに持ち帰った。双子の妹が死んだ際、その墓にはディックの名も刻まれ、命日だけが空欄になっていた。ディックはその墓に妹と一緒に埋葬された。自作の初映画化である『ブレードランナー』の公開直前であり、ラッシュフィルムの段階で試写を見て小説の世界観がよく出ていると満足を示す言葉を残したが、完成版を観ることはなかった。
後にディックのファンにより姿を似せた遠隔制御式アンドロイドが製作された。このアンドロイドはサンディエゴ・コミコンでの『暗闇のスキャナー』映画化発表で壇上で披露された。2006年2月、アメリカウエスト航空の従業員がこのアンドロイドの頭部を紛失し、未だに見つかっていない。

### 伝記
1989年刊のローレンス・スーチンの伝記『聖なる侵入 フィリップ・K・ディックの生涯(Divine Invasions: A Life of Philip K. Dick、未邦訳) 』がディックの伝記の決定版とされている。
1993年にはフランス人作家エマニュエル・カレールが『Je suis vivant et vous êtes morts』を出版。これが2004年『I Am Alive and You Are Dead: A Journey Into the Mind of Philip K. Dick』として英語に翻訳され出版された。ディックの内面を描いた伝記的小説である。そのため、普通の伝記に見られる出典・脚注・索引などがない点が批判された。
脚本家で映画監督のジョン・アラン・サイモンはディックの小説『アルベマス』をベースとした伝記映画『Radio Free Albemuth』を製作した。
BBC Two は1994年にディックを扱ったドキュメンタリー 『Arena - Philip K Dick: A day in the afterlife』を放送した。
他にも『The Gospel According to Philip K. Dick』（2001） や『The Penultimate Truth About Philip K. Dick』（2007） といったドキュメンタリー映画が製作されている。

## 作風と作品

### ペンネーム
ディックはリチャード・フィリップス（Richard Phillips）とジャック・ダウランド（Jack Dowland）というペンネームを使って作品を発表したことがある。『Fantastic Universe』誌1953年10月号に掲載された「生活必需品」はリチャード・フィリップス名義で掲載された。これは、「訪問者」という短編も同号に掲載されたためである。
『ぶざまなオルフェウス』という短編はジャック・ダウランド名義で発表された。これは、主人公が偉大なSF作家ジャック・ダウランドのミューズとして霊感を授けようとする話で、作中でジャック・ダウランドはフィリップ・K・ディックというペンネームで』ぶざまなオルフェウスという短編を書いたことになっている。
"Dowland" という姓はルネサンス期の作曲家ジョン・ダウランドにちなんだもので、ジョン・ダウランドはディック作品で何度か言及されている。例えば『流れよ我が涙、と警官は言った』の題名はダウランドの曲『流れよ、わが涙』を引用したものである。『聖なる侵入』に登場する有名歌手リンダ・フォックスはリンダ・ロンシュタットがモデルだが、彼女の歌う曲は全てジョン・ダウランド作曲とされている。

### テーマ
ディック作品は、「現実」というものの脆さと個人のアイデンティティの構築をテーマとすることが多い。何らかの強力な外部の存在によって（例えば『ユービック』）、あるいは巨大な政治的陰謀によって、あるいは単に信頼できない語り手の変化によって、日常の世界が実際には構築された幻影だということに主人公らが徐々に気づき、超現実的なファンタジーへと変貌していくことが多い。こうした「現実が崩壊していく強烈な感覚」は「ディック感覚」と呼ばれている。「彼の作品は全て、単一の客観的現実は存在しないという基本的前提から出発している」とSF作家チャールズ・プラットは書いている。「全ては知覚の問題である。地面はあなたの足元から変化していく傾向がある。主人公は別人の夢の中で生きていることに気づいたり、薬物に影響されて現実世界をよりよく理解できる状態になったり、完全に違う宇宙に足を踏み入れたりする」
パラレルワールドと「シミュラクラ」がプロットの道具としてよく使われ、その世界には普通の労働者が住んでいる。アーシュラ・K・ル＝グウィンは「ディック作品にはヒーローがいないが、英雄的行為は存在する。ディケンズを思い起こさせるところもあり、普通の人々の正直さ、貞節、親切、忍耐を大切にしている」と書いている。ディックがカール・グスタフ・ユングに大きく影響されていることは明らかである。特に、集合無意識の元型、集団投影/幻覚、シンクロニシティ、個性化論などの影響が強い。『テレポートされざる者』などではユング心理学の用語が実際に使われている。
ディックのもう1つのテーマとして「戦争」があり、特に戦争への恐怖と憎悪がある。Steven Owen Goderskyは「酸素が水に溶けるように彼の作品全体にそれが染み付いている」としている。
また、精神疾患もよく扱われるテーマである。『火星のタイムスリップ』(1964) に登場するジャック・ボーレンは精神分裂病の前歴がある設定である。『アルファ系衛星の氏族たち』は、精神病院の患者たちの子孫が形成した社会を描いている。1965年には「分裂症と『変化の書』」というエッセイを書いている。
薬物使用（薬物乱用）もよく見られるテーマで、『暗闇のスキャナー』や『パーマー・エルドリッチの三つの聖痕』に顕著である。ディックは生涯のかなりの期間で薬物を使用していた。1975年のローリング・ストーン誌のインタビューで、ディックは1970年より以前の作品は全てアンフェタミンを服用した状態で書いたと述べている。インタビューでディックは「『暗闇のスキャナー』がスピードを全く飲まずに書いた最初の長編だ」と語っている。短期間だけサイケデリックを試したこともある。しかしローリング・ストーン誌が「LSD小説の古典でありオールタイムベスト」だとした『パーマー・エルドリッチの三つの聖痕』を書いたのは幻覚剤を試す前のことだった。アンフェタミンを多用したディックだが、後に医師から彼はアンフェタミンの影響を受けない体質で、それが脳に達する前に肝臓が処理していると言われたという。
最晩年の作品であるヴァリス三部作（『ヴァリス』『聖なる侵入』『ティモシー・アーチャーの転生』。あるいは生前に刊行された『ヴァリス』『聖なる侵入』だけをもって「ヴァリス二部作」とも呼ばれる）では、キリスト教神学とグノーシス主義が中心モチーフになっている。そこでは、この世界が狂った神（ヤルダバオト）により想像された混沌であるというグノーシス思想が、「黒き鉄の牢獄」というキーワードで表現され、登場人物が、混沌の中に真の唯一者の兆候を探し、救済を求める様子が描かれる。

## 受賞歴
- 1963年 ヒューゴー賞 - 『高い城の男』[6]
- 1975年 ジョン・W・キャンベル記念賞 - 『流れよ我が涙、と警官は言った』[7]
- 1978年 英国SF協会賞 - 『暗闇のスキャナー』[49]

フィリップ・K・ディック賞はフィラデルフィアSFソサエティが主催すNorwescon毎年授与されている。

## 影響
ディックは多くの作家に影響を与えている。ディックの影響を受けたとされる作家としては、ウィリアム・ギブスン、ジョナサン・レセム、アーシュラ・K・ル＝グウィンがいる。
Philip K. Dick Societyはディックの作品を管理する団体で、友人だった音楽評論家ポール・ウィリアムズが設立した。ウィリアムズはディックの遺産管理人も務め、ディックへのインタビュー本『フィリップ・K・ディックの世界―消える現実（Only Apparently Real: The World of Philip K. Dick）』も書いている。
ディックの死後、ディックを登場人物とした作品がいくつか書かれている。マイクル・ビショップの『The Secret Ascension』 （1987年、後に『Philip K. Dick Is Dead, Alas』に改題）は、ディックが純文学作家となっており、リチャード・ニクソンが支配する全体主義のアメリカでSFが禁止されている世界が描かれている。
他にも、次のような小説でディックが登場している。
- ディックは、K・W・ジーターのSF長編『ドクター・アダー（英語版）』に寄せた序文の中で、同作に登場するラジオDJの老人「KCID」が自身をモチーフとしていることを指摘している。なお、『ドクター・アダー』の発表は1984年だが、この序文は1979年に書かれている[53]。
- マイクル・スワンウィックの短編 『The Transmigration of Philip K』（1984年）
- 川又千秋のSF長編『幻詩狩り』（1984年）では、作品の主題となる架空の詩編『時の黄金』がディックの死と関連付けられている[54]。
- ブライアン・オールディスの『Kindred Blood in Kensington Gore』（1992年）
- Philip Purser-Hallard の『Of the City of the Saved...』（2004年）
- Victoria Stewart の戯曲『800 Words: the Transmigration of Philip K. Dick』（2005年）はディックの最後の日々を描いている[55]。
- 法月綸太郎のミステリ長編『怪盗グリフィン対ラトウィッジ機関』（2015年）では、ディックをモデルとした架空のSF作家P・K・トロッターの、死後発見された未発表原稿が物語の軸となっている。

### 映画
ディックは映画製作者にも影響を与えており、以下の映画作品がディック作品と比較されている。
- アダプテーション[56]
- イグジステンズ[57]
- エターナル・サンシャイン[58][59]
- エルム街の悪夢[60]
- ガタカ[56]
- サウスランド・テイルズ[61]
- スパイダー[56]
- ダークシティ[57]
- 12モンキーズ[56]
- トゥルーマン・ショー[57]
- ドニー・ダーコ[62]
- π[63]
- バニラ・スカイ[57]
- ヴィデオドローム[56]
- ファイト・クラブ[56]
- マトリックス[57]
- マルコヴィッチの穴[56]
- マルホランド・ドライブ[60]
- メメント[64]

2010年のSF映画15 till Midnight はディック作品の影響を認めている。

### 音楽
ソニック・ユースのアルバム『シスター』（1987年）の一部はディック作品に着想を得ており、アルバムタイトルの「シスター」はディックの死んだ双子の妹を意味している。

### 現代思想
ディックのポストモダン性の予示は、ジャン・ボードリヤール、フレドリック・ジェイムソン、スラヴォイ・ジジェクといった多くの思想家達に注目されている。ジジェクはジャック・ラカンの考え方を明確化するのにディックの短編小説をよく利用する。

## 翻案

### 点字訳
1975年、National Library for the Blindがディックに対して『高い城の男』を点字本にする許可を求めたところ、ディックは今後出版されるものも含めて全作品を点字にしてかまわないと返事をした。そのため複数の作品が点字本になっている。

### 電子書籍
2010年7月17日現在、初期の11作品がアメリカ合衆国内でパブリックドメインとなっており、プロジェクト・グーテンベルクによって電子書籍化されている。詳しくは Dick, Philip K., 1928-1982 at Project Gutenberg を参照。

### 映画化作品
多数のディック作品が映画化されてきた。ディック本人が1974年にジャン＝ピエール・ゴランによって映画化されるはずだった『ユービック』の映画用脚本を書いたことがあるが、このときの企画は頓挫した。その後、ディック自らが書いたシナリオが出版された（『ユービック:スクリーンプレイ』）。また、ブライアン・オールディスが『火星のタイムスリップ』の映画化をスタンリー・キューブリックに薦めていた時期があったという。映画の多くはディックの原題をそのまま題名にしていない。これについてかつての妻Tessa（レスリー・バズビー）は「実際、ディック本人がつけた題名が本の題になったことはほとんどない。いつも、編集者が原稿を読んだ上で題名を決めていた。フィルはよい題名が思い浮かばないとよく言っていた。それができるようだったら作家じゃなくてコピーライターになっていたでしょう」と語っている。映画化作品の売り上げの累計は2009年現在で10億ドルに達している。
ブレードランナー（1982年）
『アンドロイドは電気羊の夢を見るか?』（1968年） の映画化。監督リドリー・スコット、主演ハリソン・フォード。
出版後早くから映画化の話が持ち上がり、マーティン・スコセッシが映画化権の獲得を目指したが、失敗している。1970年代初めには映画プロデューサーのハーブ・ジャッフェが権利獲得を目指すが、ディックは彼の草稿を気に入らず拒否した。その後、1975年にハンプトン・ファンチャーが権利獲得の交渉を行ったものの成立せず、ファンチャーの知人を介した話し合いで1977年にようやく映画化が決定した。しかし、ディックは彼が書きあげた脚本を気に入らず、何度も改稿がなされた。プロデューサーのマイケル・ディーリーは監督にスコットを推していたものの、初め彼は断った。しかし、当時監督に内定していた『デューン/砂の惑星』の制作が思うように進まないことに不満を持ち降板、オファーを受け1980年2月に監督に就任した。脚本の執筆が遅れていたファンチャーは、スコットとの意見の相違もあって同年12月に降板、デヴィッド・ピープルズが起用され、彼の改稿で撮影が開始された。ディックは映画化権を譲渡して以降の制作には関わっていないが、撮影が進行してからも映画の出来栄えを不安視し、ノベライズ版の執筆も断っている。しかし、2019年のロサンゼルスを描いたVFXシーンのラッシュプリントを観たディックは、「まさに私が想像していた通りだ！」と喜んだという。スコットはそもそも原作を全く読んでいなかったが、その後ディックと映画のテーマについて入念に話し合った。彼らの視点は全く異なっていたが、やがてディックはこの映画を完全に支持するようになり、「SFの概念そのものにとって革命的な作品となる」旨の、期待を認めた手紙を制作会社に送るほどであった。しかし、彼は映画の完成を見届けることなく亡くなった。
トータル・リコール（1990年）
短編「追憶売ります」の映画化。監督ポール・バーホーベン、主演アーノルド・シュワルツェネッガー。現実と虚構の混乱、人間に口答えする機械、自身のアイデンティティに疑いを持つ主人公といったディック的要素がある。
バルジョーでいこう!（1992年）
普通小説『戦争が終わり、世界の終わりが始まった』の映画化。フランスでのディック人気を反映し、フランスで製作された。原作に最も忠実である。作中のテレビ番組にディックのSF短編がオマージュとして使われている。
スクリーマーズ（1995年）
短編『変種第二号』の映画化。監督クリスチャン・デュゲイ、主演ピーター・ウェラー。原作は戦争で荒廃した地球が舞台だったが、異星に変更されている。主演を変えた続編『Screamers: The Hunting』がオリジナルビデオ（DVD）として2009年に発売されている。
クローン（2001年）
短編『にせもの』の映画化。なお、この短編小説は1962年にイギリスでテレビドラマ化されたことがある。
マイノリティ・リポート（2002年）
短編『マイノリティ・リポート』(旧題：「少数報告」)の映画化。監督スティーヴン・スピルバーグ、主演トム・クルーズ。原作とはプロットがかなり異なり、アクションシーンが追加されている。
ペイチェック 消された記憶（2003年）
短編『報酬』の映画化。監督ジョン・ウー、主演ベン・アフレック。
スキャナー・ダークリー（2006年）
長編『暗闇のスキャナー』の映画化。監督リチャード・リンクレイター、主演キアヌ・リーブス、ウィノナ・ライダー。ロトスコープを使っている。
NEXT -ネクスト-（2007年）
短編『ゴールデン・マン』の映画化。監督リー・タマホリ、主演ニコラス・ケイジ。映画の舞台は未来から現在に変更されている。
アジャストメント（2011年）
短編『調整班』（1954年）の映画化。主演マット・デイモン。
トータル・リコール（2012年）
短編『追憶売ります』の2度目映画化。監督レン・ワイズマン、主演コリン・ファレル。1990年版より原作に忠実に映画化されている。
Radio Free Albemuth（原題）（2014年）
『アルベマス』の映画化。2010年頃にいくつかの映画祭で上映されているが、一般の劇場公開はアメリカで2014年6月27日。

#### 映画化が発表された作品
- 2008年4月、ウォルト・ディズニー・アニメーション・スタジオズが短編『妖精の王』の3Dアニメーション映画化を発表した。
- 2009年5月、『ターミネーター4』を製作した The Halcyon Companyが『流れよ我が涙、と警官は言った』の映画化を発表した[79]。

### ドラマ化作品
マイノリティ・リポート
映画『マイノリティ・リポート』の後日譚として、2015年9月からドラマシリーズ『マイノリティ・リポート』が放送された。
高い城の男
『高い城の男』に基づいて、ドラマシリーズ『高い城の男』がAmazonオリジナルドラマとして2015年から配信されており、2016年にはシーズン2、2018年にシーズン3、2019年には最終となるシーズン4が配信された。
フィリップ・K・ディックのエレクトリック・ドリームズ
2016年から、10エピソードからなるアンソロジー・ドラマシリーズがソニー・ピクチャーズ テレビジョンによって製作されている。イギリスでは2017年9月17日からチャンネル4で放送、日本やアメリカではAmazonビデオによって配信されている。
1. 真生活（『展示品』に基づく）
2. 自動工場
3. 人間らしさ
4. クレイジー・ダイアモンド （『CM地獄』に基づく）
5. フード・メイカー
6. 安全第一 （『フォスター、お前はもう死んでるぞ』に基づく）
7. 父さんに似たもの
8. ありえざる星
9. 地図にない街
10. よそ者を殺せ （『吊されたよそ者』に基づく）

### 舞台とラジオ
少なくとも3作品が舞台で上演されている。1つはオペラ『ヴァリス』で、1987年12月パリのポンピドゥー・センターで初演された。作詞作曲はTod Machover。その後、英訳され若干の改変後イギリスでも上演され、1988年にCDも発売された。Linda Hartinianが脚本を書いた『流れよ我が涙、と警官は言った』が1985年6月にボストンで上演され、その後ニューヨークとシカゴでも上演されている。『アルベマス』を原作とする舞台も1980年代に上演された。
ラジオドラマ化作品としては、フィンランドで1996年に放送されたMenolippu Paratiisiin（原作は短編 『Mr. Spaceship』）がある。1956年にはNBCがX Minus Oneという番組で短編「植民地」と「地球防衛軍」をラジオドラマとして放送している。

## 作品一覧
日本語訳された作品のみ記す。末尾の年は原書の出版年。また1982年以降の作品は、死後に出版された作品であることを示す。（タイトルが複数あるものは括弧内に示した）
なお、ディックのSF長編については、早川書房がまず、小説としての出来のいい作品を翻訳。その後、小説としての完成度は低いが、ディック的な魅力がある作品を、死後に訪れた再評価の波に乗り、サンリオSF文庫が大量に翻訳刊行した。サンリオSF文庫の廃刊後は、半数以上の作品がそのまま創元SF文庫に収録、もしくは新訳で刊行された。短編集ほか一部はハヤカワ文庫で改訂刊行。創元SF文庫はその後も未訳長編を翻訳しつづけ、2015年に『ヴァルカンの鉄鎚』ですべてのSF長編を刊行した。創元SF文庫で出ていた『暗闇のスキャナー』は映像化にあわせハヤカワ文庫で『スキャナー・ダークリー』として新訳再刊された。
2002年までの書誌はハヤカワ文庫「フィリップ・K・ディック・リポート」を参照。

### SF小説（長編）
- 偶然世界（太陽クイズ） Solar Lottery (Quizmaster Take All) （1955年）
- ジョーンズの世界 The World Jones Made (Womb for Another) （1956年）
- いたずらの問題 The Man who Japed （1956年）
- 宇宙の眼（虚空の眼） Eye in the Sky （1957年）
- 宇宙の操り人形 The Cosmic Puppets （1957年）
- 時は乱れて Time out of Joint (Biography in Time) （1959年）
- 未来医師 Dr. Futurity （1960年）
- ヴァルカンの鉄鎚 Vulcan's Hammer （1960年）
- 高い城の男 The Man in the High Castle （1962年）
- タイタンのゲーム・プレーヤー The Game-Players of Titan （1963年）
- アルファ系衛星の氏族たち Clans of the Alphane Moon （1964年）
- 火星のタイム・スリップ Martian Time-Slip （1964年）
- 最後から二番目の真実 The Penultimate Truth （1964年）
- シミュラクラ The Simulacra （1964年）
- ドクター・ブラッドマネー 博士の血の贖い（ブラッドマネー博士） Dr. Bloodmoney （1965年）
- パーマー・エルドリッチの三つの聖痕 The Three Stigmata of Palmer Eldritch （1965年）
- 去年を待ちながら Now Wait for Last Year （1966年）
- ライズ民間警察機構（テレポートされざる者） Lies,INC. (The Unteleported Man) （1966年）
- 空間亀裂 The Crack in Space （1966年）
- 逆まわりの世界 Counter-Clock World （1967年）
- ザップ・ガン The Zap Gun （1967年）
- ガニメデ支配 Ganymede Takeover （1967年）（レイ・ネルソンとの共作）
- アンドロイドは電気羊の夢を見るか? Do Androids Dream of Electric Sheep? （1968年）
- 銀河の壺なおし（銀河の壺直し） Galactic Pot-Healer （1969年）
- ユービック Ubik （1969年）
- 死の迷路（死の迷宮） A Maze of Death （1970年）
- フロリクス8から来た友人 Our Friends from Frolix 8 （1970年）
- あなたをつくります（あなたを合成します） We Can Build You （1972年）
- 流れよわが涙、と警官は言った（流れよ我が涙、と警官は言った） Flow my Tears, the Policeman Said （1974年）
- 怒りの神 Deus Irae （1976年）（ロジャー・ゼラズニイとの共作）
- スキャナー・ダークリー (暗闇のスキャナー) A Scanner Darkly （1977年）
- ヴァリス VALIS （1981年）
- 聖なる侵入 The Devine Invasion （1981年）
- ユービック:スクリーンプレイ Ubik:The Screenplay（1985年）
- アルベマス Radio Free Albemuth （1985年）
- ニックとグリマング Nick and the Glimmung （1988年）※児童向け

### SF小説（短編集）
原題 のないものは日本で編纂されたもの。
- 地図にない町（1976年、仁賀克雄編）
- 人間狩り（1982年・1991年・2006年、仁賀克雄編）[81]
- パーキーパットの日々（ザ・ベスト・オブ・P・K・ディック I）The Best of Phillip K. Dick 二分冊の一巻（1977年）
  - 報酬（ハヤカワ文庫、1991年）
- 時間飛行士へのささやかな贈り物（サ・ベスト・オブ・P・K・ディック II）The Best of Phillip K. Dick 二分冊の二巻（1977年）
- 顔のない博物館（1983年、仁賀克雄編）
- 宇宙の操り人形（1984年・1992年、仁賀克雄編）[82]
- ウォー・ゲーム（1985年・1992年、仁賀克雄編）[82]
- ゴールデン・マン（ザ・ベスト・オブ・P・K・ディック III）The Golden Man 二分冊の一巻（1980年）
- まだ人間じゃない（ザ・ベスト・オブ・P・K・ディック IV）The Golden Man 二分冊の二巻（1980年）
- 悪夢機械（1987年、浅倉久志編）
- 模造記憶（1989年、浅倉久志編）
- ウォー・ベテラン（1992年、仁賀克雄編）
- 永久戦争（1993年、浅倉久志編）
- 少数報告（マイノリティ・リポート）（1999年）
- シビュラの目（2000年）
- 人間狩り （2006年、仁賀克雄編）
- 髑髏 （2009年、仁賀克雄）
- アジャストメント ディック短篇傑作選1（2011年、大森望編）
- トータル・リコール ディック短篇傑作選2（2012年、大森望編）
- 変数人間 ディック短篇傑作選3（2013年、大森望編）
- 変種第二号 ディック短篇傑作選4（2014年、大森望編）
- 小さな黒い箱 ディック短篇傑作選5（2014年、大森望編）
- 人間以前 ディック短篇傑作選6（2014年、大森望編）

### 一般小説
- 市に虎声あらん "Voices from the Street" （1950年）- 処女作だが、出版は2007年。日本語版は、平凡社、2013年。ハヤカワ文庫、2020年
- ジャック・イジドアの告白（戦争が終わり、世界の終わりが始まった）  Confessions of a Crap Artist （1975年）
- ティモシー・アーチャーの転生 The Transmigration of Timothy Archer （1982年）
- 小さな場所で大騒ぎ Puttering about in a Small Land （1985年）
- メアリと巨人 Mary and the Giant （1987年）

### ノンフィクション
- ラスト・テスタメント - P・K・ディックの最後の聖訓（グレッグ・リックマン編、ペヨトル工房、1990年） Philip K. Dick the Last Testament Philip K. Dick （原著1985年）。インタビュー
- フィリップ・K・ディック - 我が生涯の弁明（ロランス・スーティン編、アスペクト、2001年）In pursuit of Valis: selections from the exegesis （原著「釈義」1991年）
- フィリップ・K・ディックのすべて - ノンフィクション集成（ローレンス・スーチン編、ジャストシステム、1996年） The Shifting Realities of Philip K. Dick （原著1995年）

## 関連書籍
- 『「SFの本」第1号　特集＝P・K・ディックにくびったけ!』（新時代社、1982年）
- 『悪夢としてのP・K・ディック―人間、アンドロイド、機械』（サンリオ、1986年）
- 『あぶくの城 -フィリップ・K・ディックの研究読本』（北宋社、1983年）
- 『「銀星倶楽部」（12号〉　特集：フィリップ・K・ディック』（ペヨトル工房、1989年）
- 『ユリイカ 詩と批評　特集 「P・K・ディックの世界」』（青土社、1991年1月号）
- ポール・ウィリアムズ『フィリップ・K・ディックの世界 消える現実』小川隆・大場正明訳

（ペヨトル工房、1991年／河出書房新社（改訳版）、2017年）
- 『トーキングヘッズ叢書10 PKD博覧会―われわれは、ディックの宇宙に生きている!』（アトリエサード、1996年）
- 『フィリップ・K・ディック・リポート』（ハヤカワ文庫、2002年）、訳書一覧も収録